# Aradus snowi
Aradus snowi är en insektsart som beskrevs av Van Duzee 1920. Aradus snowi ingår i släktet Aradus och familjen barkskinnbaggar. Inga underarter finns listade i Catalogue of Life.